# Artemis 5
Artemis 5 (oficialmente Artemis V) é a quinta missão planejada do programa Artemis da NASA. É um voo da espaçonave Orion que está planejado para ser lançado no Sistema de Lançamento Espacial em setembro de 2029. Está planejada para ser a quarta missão tripulada do programa Artemis e, após as missões 3 e 4, o terceiro pouso tripulado desde a Apollo 17 em 1972, e o primeiro a utilizar um veículo lunar não pressurizado.

## Visão geral da missão

Plano de missão do módulo de pouso Artemis 5

Artemis 5 lançará quatro astronautas para a Estação Espacial Gateway. A missão entregará o módulo de reabastecimento e comunicações ESPRIT da Agência Espacial Europeia e um sistema de braço robótico construído no Canadá para o Gateway. Também será entregue o Veículo Terrestre Lunar da NASA. Depois de atracar no Gateway, dois astronautas embarcarão no módulo lunar Blue Moon e voarão até o pólo sul lunar com o Veículo Terrestre Lunar a bordo. Este será o primeiro pouso lunar desde a Apollo 17 a utilizar um veículo lunar não pressurizado. Está planejado que os dois astronautas permaneçam na superfície da Lua por cerca de uma semana, onde realizarão atividades científicas e de exploração.
A missão contará com um Comandante, um Piloto, um Especialista em Missão e um Especialista em carga útil. O lançamento da Artemis 5 está programado para ocorrer em setembro de 2029.

## Nave espacial

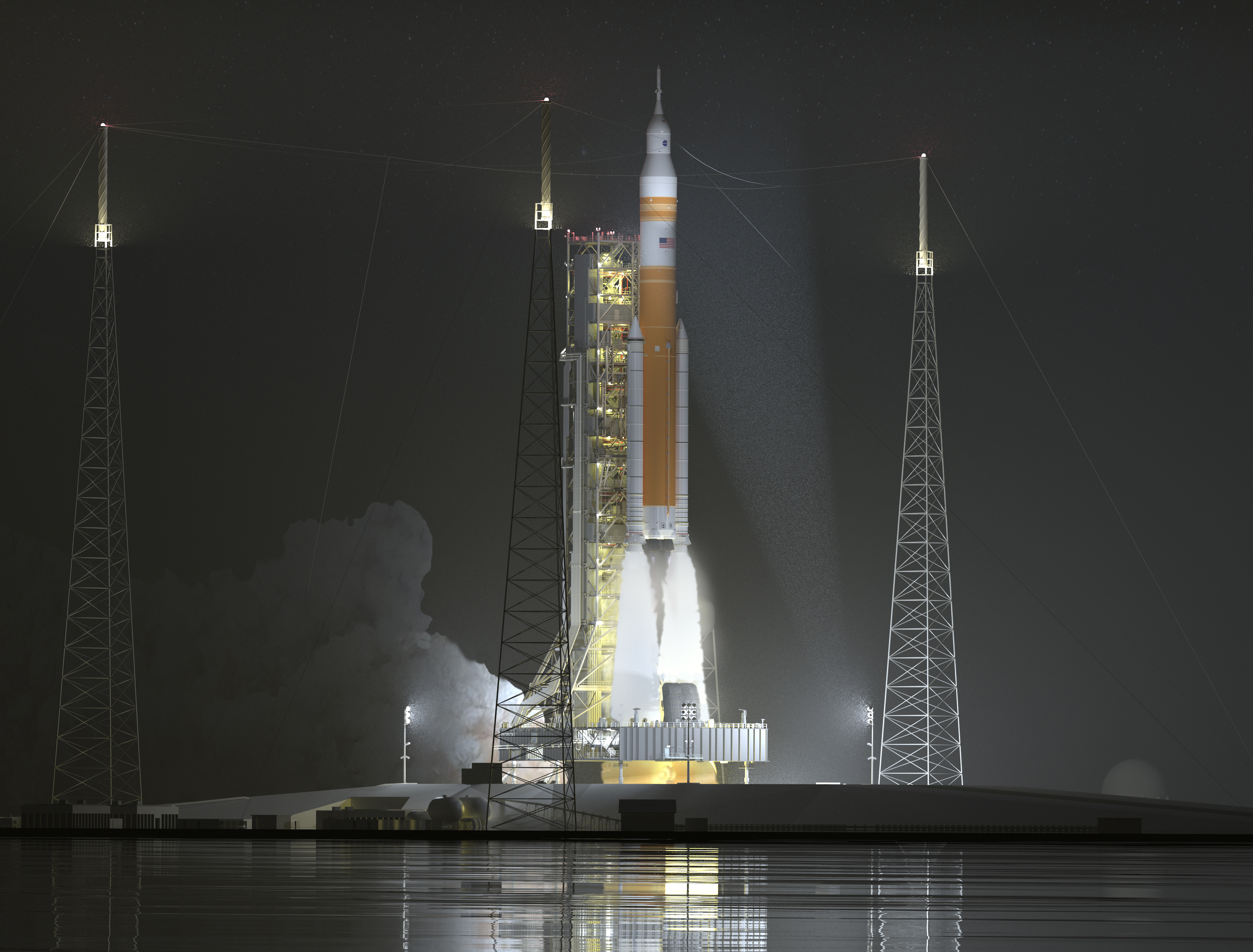
Renderização do lançamento do Bloco 1B do Sistema de Lançamento Espacial

### Sistema de Lançamento Espacial
O Sistema de Lançamento Espacial é um veículo de lançamento superpesado usado para lançar a espaçonave Orion da Terra para uma órbita translunar. Esta será a primeira missão Artemis a usar um foguete SLS Bloco 1B com um estágio superior de exploração avançado para quatro missões futuras até a proposta Artemis 9, que usará SLS Bloco 2 com propulsores avançados.

### Veículo de tripulação multifuncional Orion
Orion é o veículo de transporte da tripulação usado por todas as missões Artemis. É composto pelo Módulo de Tripulação Orion e pelo Módulo de Serviço Europeu e irá transportar a tripulação da Terra para a órbita do Gateway, atracar no Gateway, entregar o módulo I-Hab ao Gateway e devolvê-los de volta à Terra.

### Gateway
Gateway é uma pequena estação espacial modular a ser estabelecida em órbita de halo quase retilínea no final de 2024. O módulo habitat I-Hab será entregue pela Artemis 4.

### Módulo de pouso Blue Moon da Blue Origin
A sonda Blue Moon transferirá astronautas do Gateway para a superfície lunar e vice-versa. A Blue Origin será o segundo fornecedor a entregar astronautas Artemis à superfície lunar. A NASA contratou anteriormente a SpaceX para desenvolver e demonstrar o Starship Human Landing System. A Blue Origin projetará, desenvolverá, testará e verificará seu módulo de pouso Blue Moon para atender aos requisitos do sistema de pouso humano da NASA para expedições recorrentes de astronautas à superfície lunar. Além do trabalho de design e desenvolvimento, o contrato inclui uma missão de demonstração não tripulada à superfície lunar e a demonstração tripulada em 2029. O valor total da adjudicação do contrato é de 3,4 bilhões de dólares.

### Veículo Terrestre Lunar
O Veículo Terrestre Lunar é um veículo espacial não fechado desenvolvido pela NASA que os astronautas dirigirão na Lua vestindo seus trajes espaciais.